# Short Interspersed Nuclear Element
Unter short interspersed nuclear elements (SINE, engl. für ‚kurze, eingestreute Kernsequenzelemente‘) versteht man typischerweise 100–400 Basenpaare lange, häufig wiederholte und relativ frei verteilte DNA-Sequenzen im Genom. SINEs werden häufig zu den transponierbaren Elementen gerechnet, die eine RNA als Zwischenstufe benutzen (Retroelement) und keine long terminal repeats (Non-LTR Retrotransposons) besitzen. Transponierbare Elemente im engeren Sinn sind jedoch definiert als DNA-Sequenzen, die selbst eine Transposase kodieren und damit eine intrinsische Fähigkeit besitzen, ihre genomische Position zu ändern. Im Gegensatz zu den längeren LINEs sind SINEs somit nicht autonom, sondern benötigen eine externe Reverse Transkriptase (oft von LINEs codiert), da sie keine eigene (mehr) besitzen.
SINEs stimmen in der 3'-Sequenz oftmals mit LINE-Sequenzen überein und sind oft entartete Gene für kleine RNAs, wie die 7SL-RNA, oder tRNAs. tRNA-verwandte SINEs besitzen eine zusammengesetzte Struktur mit einer Region, die homolog zu einer tRNA ist, einer nicht tRNA-ähnlichen Region sowie einem variablen (8–50 bp) AT-reichen 3'-Ende. Die tRNA-homologe Sequenz enthält einen RNA-Polymerase-III-Promotor. Sie werden demnach durch die RNA-Polymerase III transkribiert.
Eine bedeutende SINE-Familie ist die sogenannte Alu-Familie, die nur in Primaten vorkommt. Andere Familien kommen bei sämtlichen Säugetieren (auch Kloakentiere und Beuteltiere) vor und werden daher auch als mammalian-wide interspersed repeats (MIR) bezeichnet. Bei einigen Organismen, wie z. B. der Fruchtfliege Drosophila melanogaster oder dem Nematoden Caenorhabditis elegans fehlen SINEs.
SINEs machen im menschlichen Genom ca. 14 % aus.
Auch in vielen pflanzlichen Genomen kommen SINEs vor. Zum Beispiel sind SINEs in verschiedenen Getreidearten in hoher Vielfalt und mit variierenden Kopienanzahlen verbreitet.